# 常州之战
常州之战，1275年（宋恭帝德祐元年、元世祖至元十二年），宋元战争中，元朝军队攻占南宋常州（今江苏省常州市）的作战。
1275年三月，丁家洲之战后，元军东进，占领建康府（今江苏省南京市）。继而攻下镇江府、常州、广德军（今安徽省广德市）等地。宋廷命主战将領张世杰为保康军承宣使、总都督府诸军。张世杰派部将阎顺、李进进军广德，谢洪永进军平江府（今江苏省苏州市），刘师勇、李山进军常州。五月初七，姚訔、陈炤协助统制刘师勇，收复常州。宋廷命姚訔为知常州，陈炤为通判，率军守城，派副都统王安节率军加强守城。晋陵人胡应炎选三千壮勇，护国寺的万安、莫谦之长老，组织五百和尚协助守城。八月初十日，刘师勇、殿前都指挥使张彦收复吕城（今江苏省丹阳市东南）。九月二十七日，右丞阿塔海见吕城失守，派万户怀都、忽剌出、帖木儿等率军攻破吕城，宋军南逃，元军追至常州，获一百余艘战船，擒获张彦等人。十月初八，阿塔海、怀都、忽剌出等率军攻打常州。守将姚訔、陈炤、王安节、刘师勇等固守，元军不克，增兵。姚訔派人向朝廷求援。十月二十六日，宋军至五牧、虞桥（在今常州市东南），被元军击退，常州孤立无援。十一月十六日，中书右丞相伯颜率军至常州，与阿塔海会兵围城。伯颜亲临南城督战。派汪良臣胁迫乡民运土堆垒，把土和活人一起筑垒，高与城齐，上置火炮，发火箭烧城内建筑，昼夜攻城。十一月十八日，伯颜命架云梯、绳桥，指挥帐前军携赤旗先登，诸军见伯颜大旗已立城头，迅速占领城头。姚訔在阵前指挥，与宋军将士拼死力战，寡不敌众，英勇战死。元军破南门入常州，万安、莫谦之等高举降魔大旗，杀向南门，力单无援，五百和尚全部战死。常州城破，王安节、陈炤、胡应炎等率兵与元军巷战，先后阵亡。刘师勇转战至北门，乘乱突围，仅带数骑逃往平江。元军破常州后，伯颜下令屠城，常州军民被杀殆尽。